# Jan Bobrovský
Jan Bobrovský (Rosice, 29 marzo 1945) è un ex cestista e allenatore di pallacanestro cecoslovacco.
È il fratello di Zdeněk Bobrovský.

## Carriera
Con la Cecoslovacchia ha disputato i Giochi olimpici di Monaco 1972, due edizioni dei Campionati mondiali (1970, 1974) e sei dei Campionati europei (1963, 1965, 1967, 1969, 1971, 1973).
Da allenatore ha guidato la Rep. Ceca a due edizioni dei Giochi olimpici (Atene 2004, Pechino 2008), ai Campionati mondiali del 2006 e a cinque edizioni dei Campionati europei (1999, 2001, 2003, 2005, 2007).
Ha inoltre guidato la Cecoslovacchia ai Campionati europei del 1991.

## Palmarès

### Giocatore
- Campionato cecoslovacco: 7

Spartak ZJŠ Brno: 1963-64, 1966-67, 1967-68, 1975-76, 1976-77, 1977-78
Dukla Olomouc: 1972-73